# ناوتاکه هانیو
ناوتاکه هانیو (به انگلیسی: Naotake Hanyu) بازیکن فوتبال اهل ژاپن و عضو تیم ملی فوتبال ژاپن است که در تاریخ ۱۶ اوت ۲۰۰۶ میلادی اولین بازی ملی‌اش را انجام داد. او در ۱۷ بازی ملی حضور داشت و آخرین بازی ملی خود را در تاریخ ۲۰ فوریه ۲۰۰۸ میلادی انجام داد. ناوتاکه هانیو در بازی‌های ملی‌اش
گلی به ثمر نرساند.